# 東海旅客鉄道労働組合
東海旅客鉄道労働組合（とうかいりょかくてつどうろうどうくみあい、略称：JR東海ユニオン（ジェイアールとうかいゆにおん））は、東海旅客鉄道（JR東海）の労働組合であり、第一組合である。日本労働組合総連合会（連合）に加盟する日本鉄道労働組合連合会（JR連合）に加盟している。なお、JR東海労働組合（略称：JR東海労）は、全日本鉄道労働組合総連合会（JR総連）の所属で全くの別組織である。

## 概要
現在、JR東海において最大規模の労働組合を形成している。

## 関係人物
- 柴田秋雄